# 프랙탈

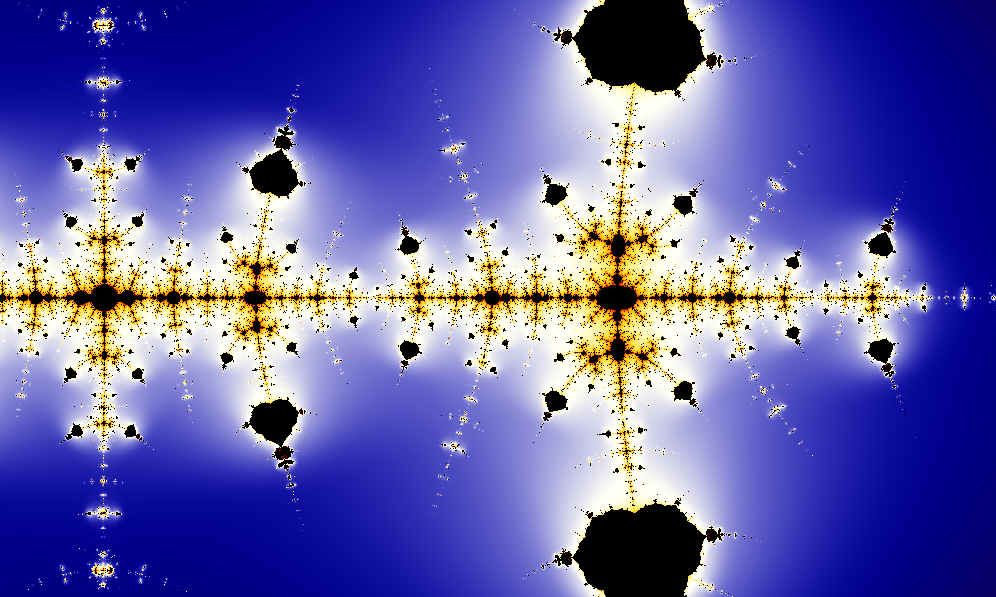
CollatzFractal

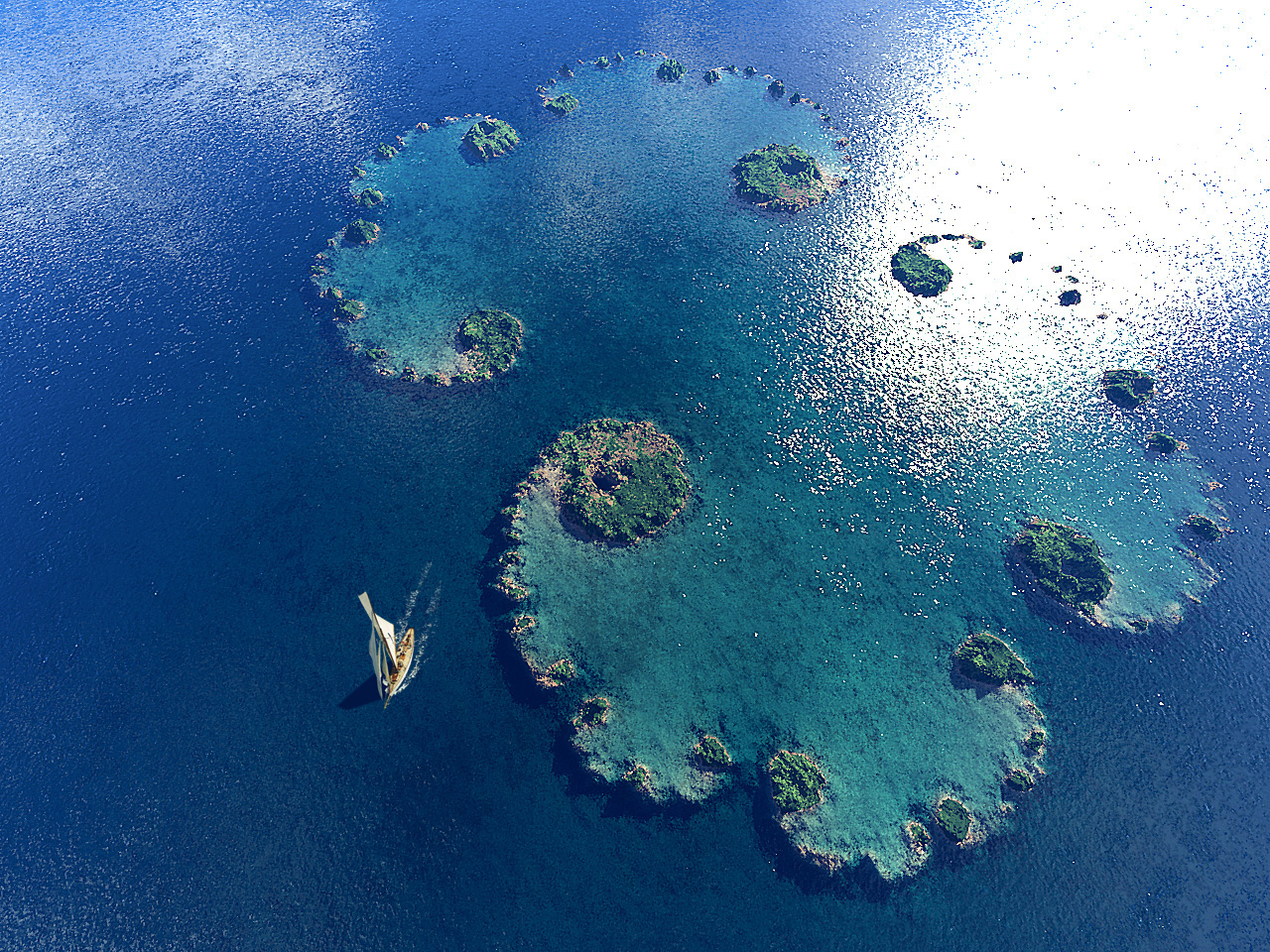
Julia island2

프랙탈(영어: fractal) 또는 프랙털은 일부 작은 조각이 전체와 비슷한 기하학적 형태를 말한다. 이런 특징을 자기 유사성이라고 하며, 다시 말해 자기 유사성을 갖는 기하학적 구조를 프랙탈 구조라고 한다. 브누아 망델브로가 처음으로 쓴 단어로, 어원은 조각났다는 뜻의 라틴어 형용사 ‘fractus’이다. 프랙탈 구조는 자연물에서 뿐만 아니라 수학적 분석, 생태학적 계산, 위상 공간에 나타나는 운동모형 등 곳곳에서도 발견되어 자연이 가지는 기본적인 구조이다. 불규칙하며 혼란스러워 보이는 현상을 배후에서 지배하는 규칙도 찾아낼 수 있다. 복잡성의 과학은 이제까지의 과학이 이해하지 못했던 불규칙적인 자연의 복잡성을 연구하여 그 안의 숨은 질서를 찾아내는 학문으로, 복잡성의 과학을 대표하는 혼돈 이론에도 프랙탈로 표현될 수 있는 질서가 나타난다.
프랙탈은 수학적 도형으로도 연구되고 있다. 프랙탈 도형은 종종 컴퓨터 소프트웨어를 이용한 재귀적이거나 반복적인 작업에 의한 반복되는 패턴으로 만들어진다. 대표적인 프랙탈 도형에는 망델브로 집합, 칸토어 집합, 시에르핀스키 삼각형, 페아노 곡선, 코흐 곡선 등이 있다. 프랙탈은 결정론적이거나 추계학적일 수 있으며, 혼돈적 계와 연관지어 발생할 수도 있다.
프랙탈 기하학은 프랙탈의 성질을 연구하는 수학 분야의 하나이다. 이는 과학, 공학, 컴퓨터 예술에 적용되기도 한다. 자연계에서도 프랙탈 구조가 자주 발견되며 구름, 산, 번개, 난류, 해안선 및 나뭇가지 등이 여기에 해당한다. 프랙탈은 실용적인 목적으로 많이 사용되며, 현실 세계의 매우 불규칙한 물체들을 표현하기 위해서 쓰일 수 있다. 프랙탈 기법은 과학의 여러 분야에서는 물론, 기술적으로 이미지 압축 등에서도 사용된다.

## 역사
프랙탈의 역사는 주로 이론적 연구에서 컴퓨터 그래픽의 현대적인 적용에 이르는 길을 따르며, 그 과정에서 몇몇 유명한 사람들이 공식적인 프랙탈 형태를 만들었다. Pickover에 따르면, 프랙탈의 수학은 수학자이자 철학자인 Leibniz가 반복적인 자기유사성을 생각했을 때인 17세기에 형성되기 시작했지만, 그는 직선만이 자기 유사라고 생각한 실수를 저질렀다. 그의 저서에서, Leibniz는 "fractional exponents(분수적인 지수)"라는 용어를 사용했지만, 기하학을 잘 알지 못하는 것을 아쉬워했다. 사실, 다양한 역사적 설명에 따르면, 그 이후로는 몇 명의 수학자들이 이 문제에 대해 고심했고, 그들에 의해 때로는 수학적 "괴물"이라고도 불리는, 낯설게 떠오르는 개념에 대한 저항으로 인해 불분명했던 작업들이 주로 이루어졌다. 결국, 1872년 7월 18일 Karl Weierstrass가 왕립 프러시안 과학 아카데미에서 오늘날 프랙탈이라고 간주될 수 있는 모든 곳에서 연속이지만 모든 곳에서 미분 불가능한, 비직관적인 특성을 가진 함수의 첫 번째 정의를 나타낸 것은 2세기가 지난 후였다. 또한 가산 지표가 커짐에 따라서 계차는 임의로 커진다. 그 뒤 1883년에 바이어 슈트라스의 강의에 참석한 Georg Cantor는 특이한 특성을 가지고 있었으며 지금은 프랙탈로 인식되는, 지금은 칸토어 먼지로 알려진 실제 선의 하위 집합들의 예를 출판하였다. 또한, 세기 말에 펠릭스 클라인과 앙리 푸앵카레는 "self-inverse“ 프랙탈이라는 하나의 범주를 도입했다. 다음 중요한 발전 중 하나는 1904년에 온 것인데, 이 때, 푸앵카레의 아이디어를 확장하고 바이어 슈트라스의 추상적이고 분석적인 정의에 불만을 품은 헬 폰 코흐는, 지금은 코흐 눈꽃송이라고 불리는 비슷한 함수에 대해 손으로 그린 이미지를 포함한 더 기하학적인 정의를 내렸다. 또 다른 획기적인 사건은 10년 후인 1915년에 왔는데, 그 때 바츠와프 시에르핀스키는 그의 유명한 삼각형을 만들었고, 그 1년 후에, 시어핀스키의 양탄자를 만들었다. 1918년까지, 두 명의 프랑스 수학자, 피에르 파투와 가스통 쥘리아는, 독립적으로 연구했긴 했으나 복소수와 반복적 함수를 구조화하고, 더 나아가 끌개에 대한 아이디어를 제공하는, 현대에는 프랙탈의 특성으로 불리는 결과에 동시에 도착했다. 그 연구가 발표된 직후 1918년 3월에 펠릭스 하우스 도프는 프랙탈이라는 정의의 발전을 위해 "차원"의 정의를 상당히 확대하여 프랙탈들이 정수 차원이 아닌 차원을 가질 수 있도록 했다. 자기 유사 곡선에 대한 아이디어는, 그의 1938년 종이 평면이나, 공간 곡선 그리고 새로운 프랙탈 곡선과 유사한 부품들로 이루어진, 폴 레비에 의해 더 나아갔다. 다른 연구원들은 현대 컴퓨터 그래픽의 도움 없이, 초기 연구원들이 그들이 수동 그림으로 묘사할 수 있는 것에 제한되었기 때문에, 그들이 발견한 많은 패턴들은 간단하게 사람의 손으로 그리는 반복 작업들로 만들 수 있는 것들로 제한되었고, 그들이 발견한 많은 패턴의 의미를 시각화하고 높이 평가할 수단이 부족했다. (예를 들어, 쥘리아 집합은 간단한 그림들에 대한 반복적인 수행으로 시각화될 수밖에 없었다.) 하지만 브누아 망델브로가 리차드손의 초기 연구에서 나아간 "영국의 해안은 얼마나 길까? 프랙탈 차원과 통계학적 자기 유사성“와 같은 논문에 자기 유사성에 대해 쓰기 시작한 1960년대에 이러한 상황은 바뀌었다. 1975년에 만델브로는 "프랙탈"이라는 단어로 수백년에 걸친 사고와 수학적 발전을 굳히고, 인상적인 컴퓨터 건축 시각화로 그의 수학적 정의를 묘사했다. 망델브로 집합과 같은 그의 공식적인 이미지들은 많은 상상력을 사로잡았다; 그것들 중 많은 것들은 반복에 기초해서 만들어졌고, 프랙탈이라는 용어의 대중적인 의미로 이끌었다. 1980년 로렌 카펜터는 SIGGRAPH에서 프랙탈로서 풍경을 만들고 표현하는 소프트웨어를 소개하였다.

## 분류
프랙탈을 네 가지 생성 기법에 따라 분류할 수 있다.
- 시간매개형 프랙탈(Escape-time fractals, 궤도 프랙탈): 대개 복소평면 상에서, 각각의 점이 발산하는 속도를 색으로 나타낸 이미지. 망델브로 집합
- 반복함수계(Iterated function system): 기하학적 대체 규칙에 의해 만들어진 도형. 칸토어 집합, 시에르핀스키 삼각형과 시에르핀스키 카펫, 코흐 곡선, 페아노 곡선 등이 이에 해당한다.
- 기이한 끌개(Strange attractors): 주어진 사상이나 방정식의 해를 이용해 초기값을 반복적으로 변환한 것이며 혼돈 이론과 관계된다.
- 무작위적 프랙탈(Random fractals): 결정론적이지 않고 추측 통계학적으로 만들어진 것.

이들 중 기하학적 프랙탈만이 완벽한 자기유사성을 가지고 있다. 반면 망델브로 집합은 느슨하며, "통계적인" 자기 유사성을 가지고 있는데, 확대할 때마다 자기 자신의 모습이 변형된 형태로 나타난다. 또한, 프랙탈은 자기 유사성의 강도에 따라 두 가지로 나뉠 수도 있다.
- 준-자기유사적 프랙탈(통계학적 프랙탈): 자기 유사성의 강도가 가장 낮은 것이며 자연에서 찾은 프랙탈처럼 부분과 전체가 대략적으로 비슷한 것이다.
- 완전-자기유사적 프랙탈(규칙적 프랙탈): 자기 유사성의 강도가 가장 높은 것이며, 부분과 전체의 모양이 정확하게 같다. 규칙적 프랙탈의 예로서 시에르핀스키 삼각형과 코흐 곡선이 있다.

### 시간매개형 프랙탈
망델브로 집합과 쥘리아 집합은 아래 점화식으로 만들어진다.
{\displaystyle z_{n+1}=z_{n}^{2}+c}
여기서 z와 c는 복소수이다. 쥘리아 집합은 정해진 c에 대해 위 점화식을 수렴시키는 z의 초기값을, 망델브로 집합은 정해진 z의 초기값에 대해 위 점화식을 수렴시키는 c를 의미한다. 발산 속도에 따라 점의 색을 다르게 한 그림을 그릴 수 있다.
{\displaystyle z_{n+1}=z_{n}^{2}+c(z=x+yi,c=c_{1}+c_{2}i)}에 대해 생각해보자.
{\displaystyle M=\left\{c~|~z_{n+1}=z_{n}^{2}+c,\lim |z_{n}|<\infty \right\}}
의 초기값을 {\displaystyle z=0+0i}로 하여 점화식을 반복하여 계산한다. 그 결과는 {\displaystyle c}값에 의존한다. 즉{\displaystyle c} 값에 따라 {\displaystyle z}가 하나의 값으로 수렴하기도 하고 여러 값 사이를 순환적으로 맴돌기도 하고 아주 큰 값으로 발산하기도 한다. 만델브로트 집합은 초기값을 {\displaystyle z=0+0i}로 했을 때 {\displaystyle z_{n+1}=z_{n}^{2}+c}을 발산시키지 않는 복소수 들의 모임이다.
```

  

    

      

        
c

      

    

    
{\displaystyle c}

  

를 고정했을 때 발산하지 않는 

  

    

      

        
z

      

    

    
{\displaystyle z}

  

를 충만한 쥘리아 집합(filled-in julia set)
```

{\displaystyle J=\left\{z|z_{n+1}=z_{n}^{2}+c~,\lim |z_{n}|<\infty \right\}}
이라 한다. 쥘리아 집합은 충만한 쥘리아 집합의 경계이다.

#### 만델브로트 집합과 쥘리아 집합의 관계
① {\displaystyle c\in C} 가 만델브로트 집합이면, {\displaystyle z_{n}+c}가 수렴하는 {\displaystyle z}는 충만한 쥘리아({\displaystyle K_{c}}: filled in Julia set) 집합이다.
② {\displaystyle c\in C}가 만델브로트 집합에 속하지 않으면, 비연결 쥘리아 집합 {\displaystyle J_{c}}이다.
③ 쥘리아 집합은 충만한 쥘리아 집합의 경계이다.
④ 쥘리아 집합이 비연결이면 충만한 쥘리아 집합({\displaystyle K_{c}})과  쥘리아 집합({\displaystyle J_{c}})은 같아진다.
⑤ 만델브로트집합에서 나타나는 주기는 쥘리아 집합에서도 그대로 나타난다.
⑥ 만델브로트 집합은 한 개이지만, 쥘리아 집합은 여러 개이다.
⑦ 쥘리아 집합은 내부가 공집합이다.
⑧ 복소수 {\displaystyle c\in C}에 대하여, 모든 쥘리아 집합은 각각 다르다.

### 반복함수계
규칙적 프랙탈. 자연에서 찾을 수 있는 프랙탈의 경우 대부분 부분과 전체의 모양이 대략적으로 비슷할 뿐이나 반복함수계의 경우 전체와 부분의 형태가 완전히 일치한다.

### 무작위적 프랙탈
통계학적 프랙탈.

### 기이한 끌개
자기유사성이 핵심 개념인 프랙탈 이론은 위상수학 분야에 속하고, 초기조건의 민감성이 핵심인 카오스 이론은 미분방정식 분야에 속한다고 할 수 있다. 그런데 프랙탈 도형은 가까운 두 점이 가진 정보가 전혀 다르다는 점에서 초기조건의 민감성을 가지고 있고, 카오스 이론의 끌개는 프랙탈 구조를 가지고 있다는 점에서 서로 밀접한 관련을 가지고 있다.

## 프랙탈의 차원
프랙탈에서의 차원은 자가복제를 하기 위해 필요한 도형의 숫자로 정의된다.

즉, 어떤 도형의 길이를 x배 크게 하였을 때 그 도형의 면적이 n배 증가한다면 그 도형의 차원은 logxn으로 정의된다. 하우스도르프 차원의 개념.

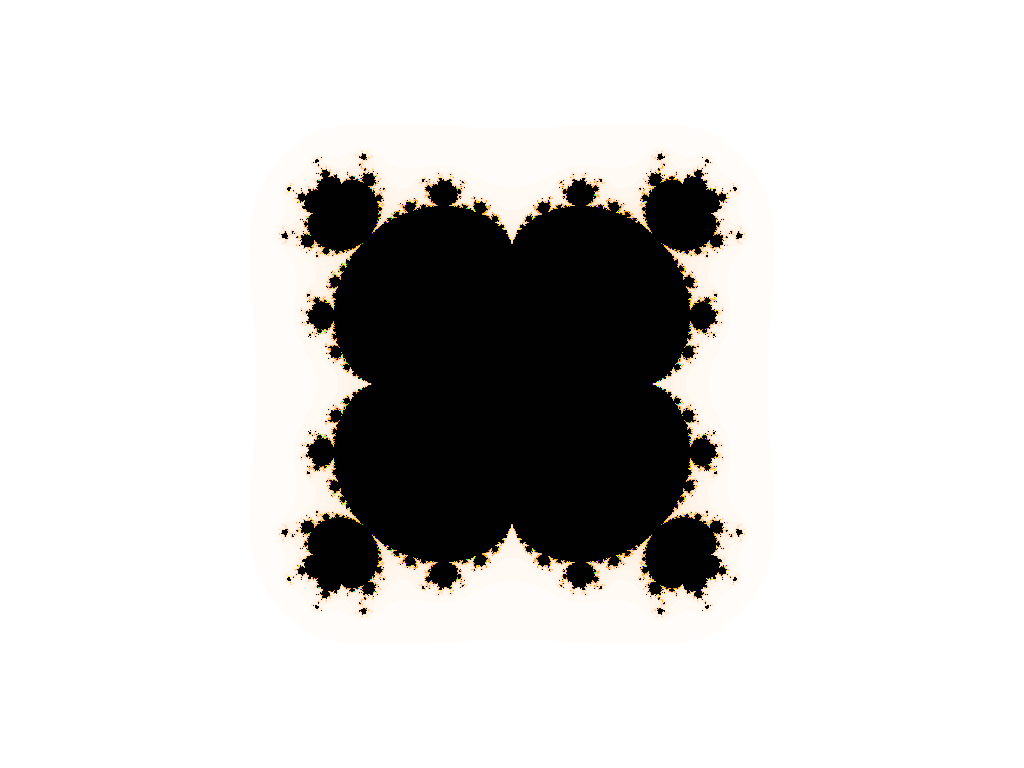
망델브로 프랙탈- M5 1024

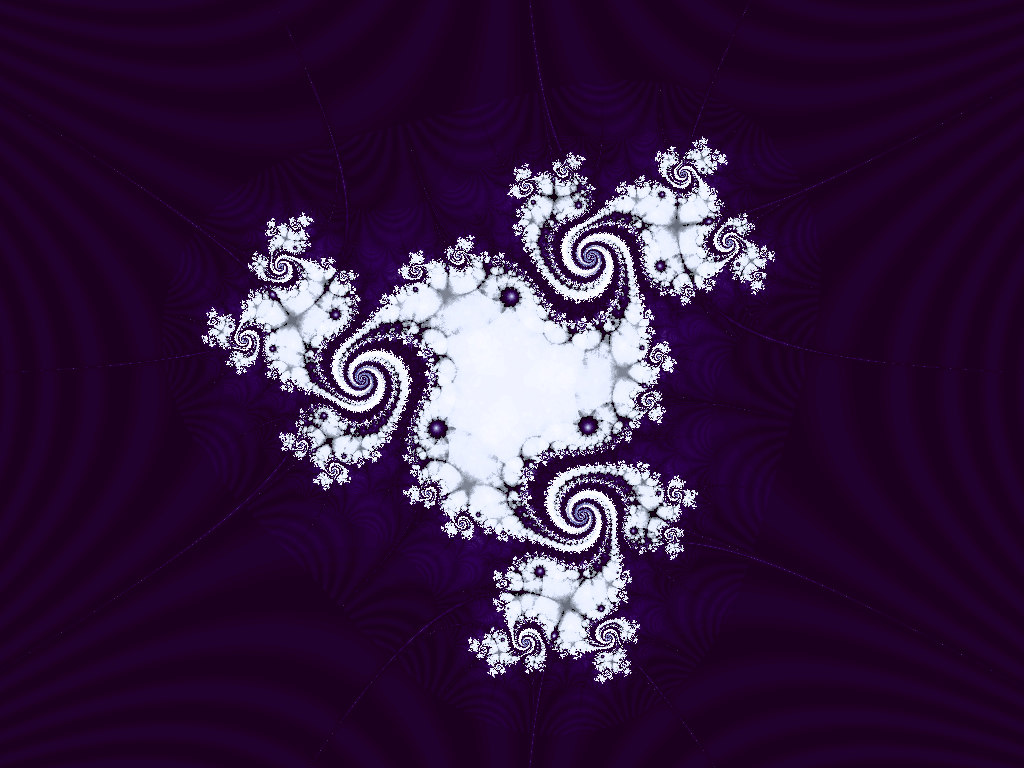
쥘리아 프랙탈 - J3 3s

이에 따라 자연수가 아닌 차원이 존재할 수 있으며, 시에르핀스키 삼각형의 경우 프랙탈에서의 차원의 값은 log23으로 나타난다.

## 자연에서 발견되는 프랙탈의 사례

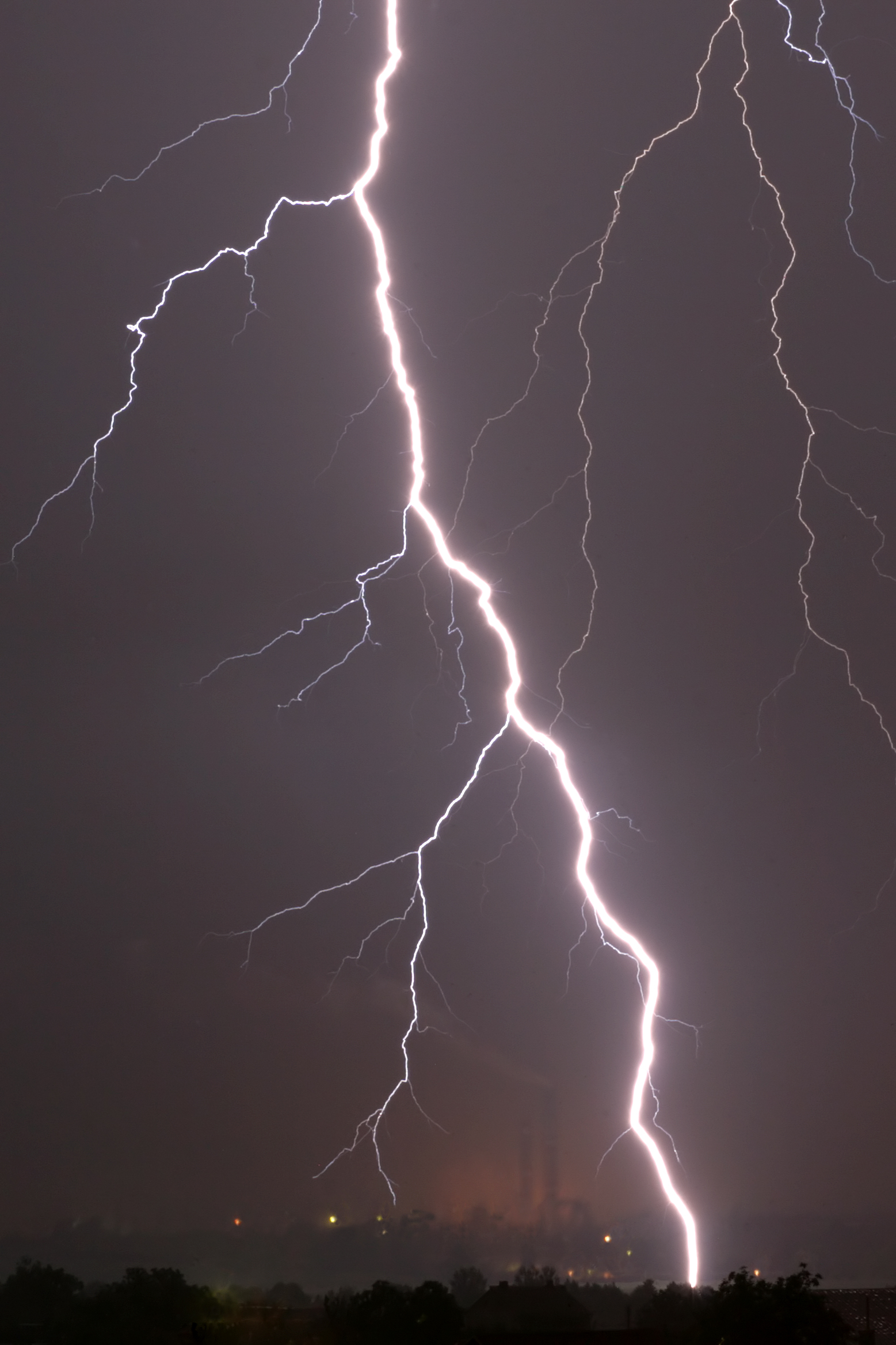
번개-Lightning in Zdolbuniv

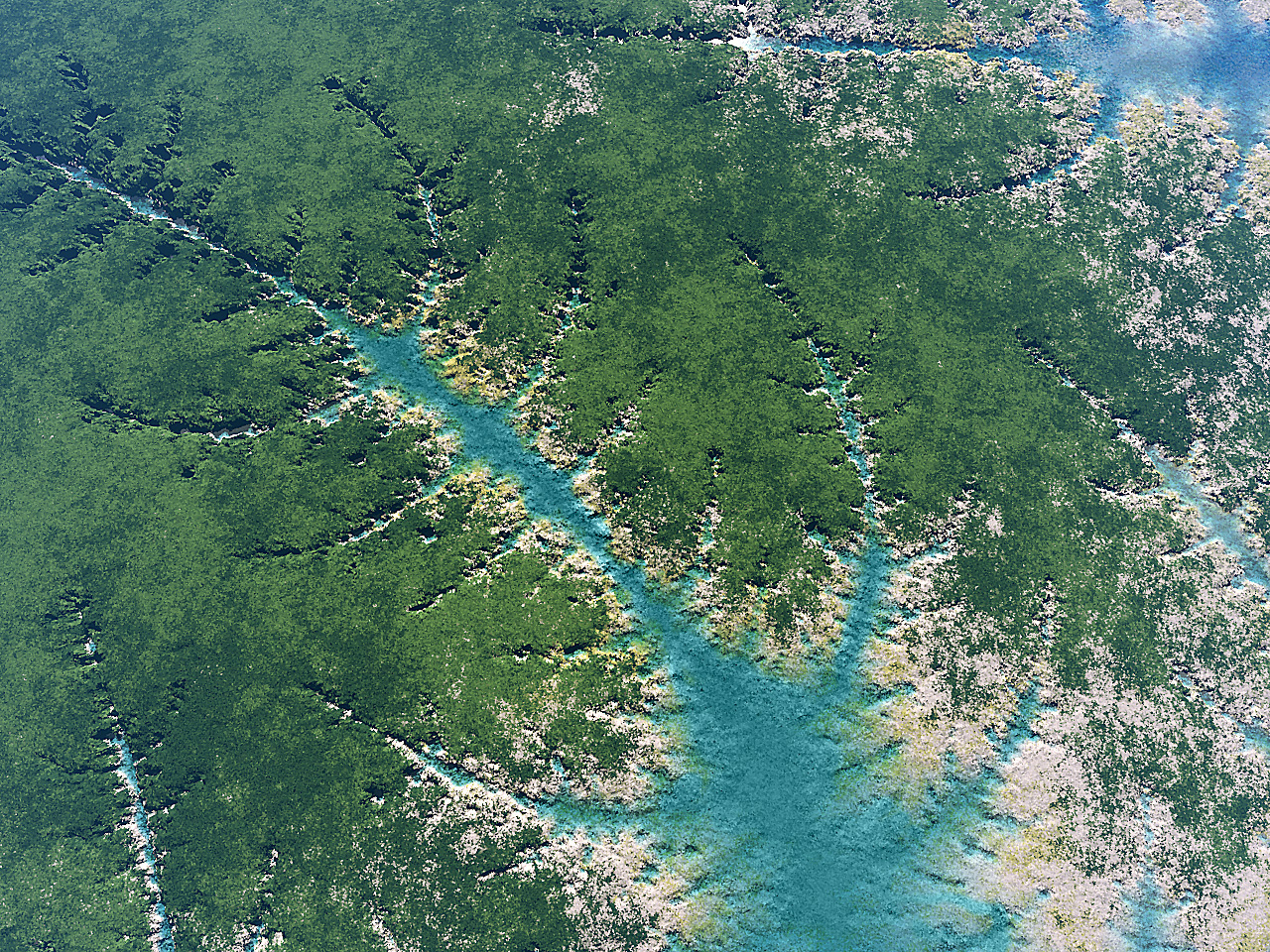
강-Mandelriver

자연에서 발견되는 프랙탈은 쉽게 찾아볼 수 있다.

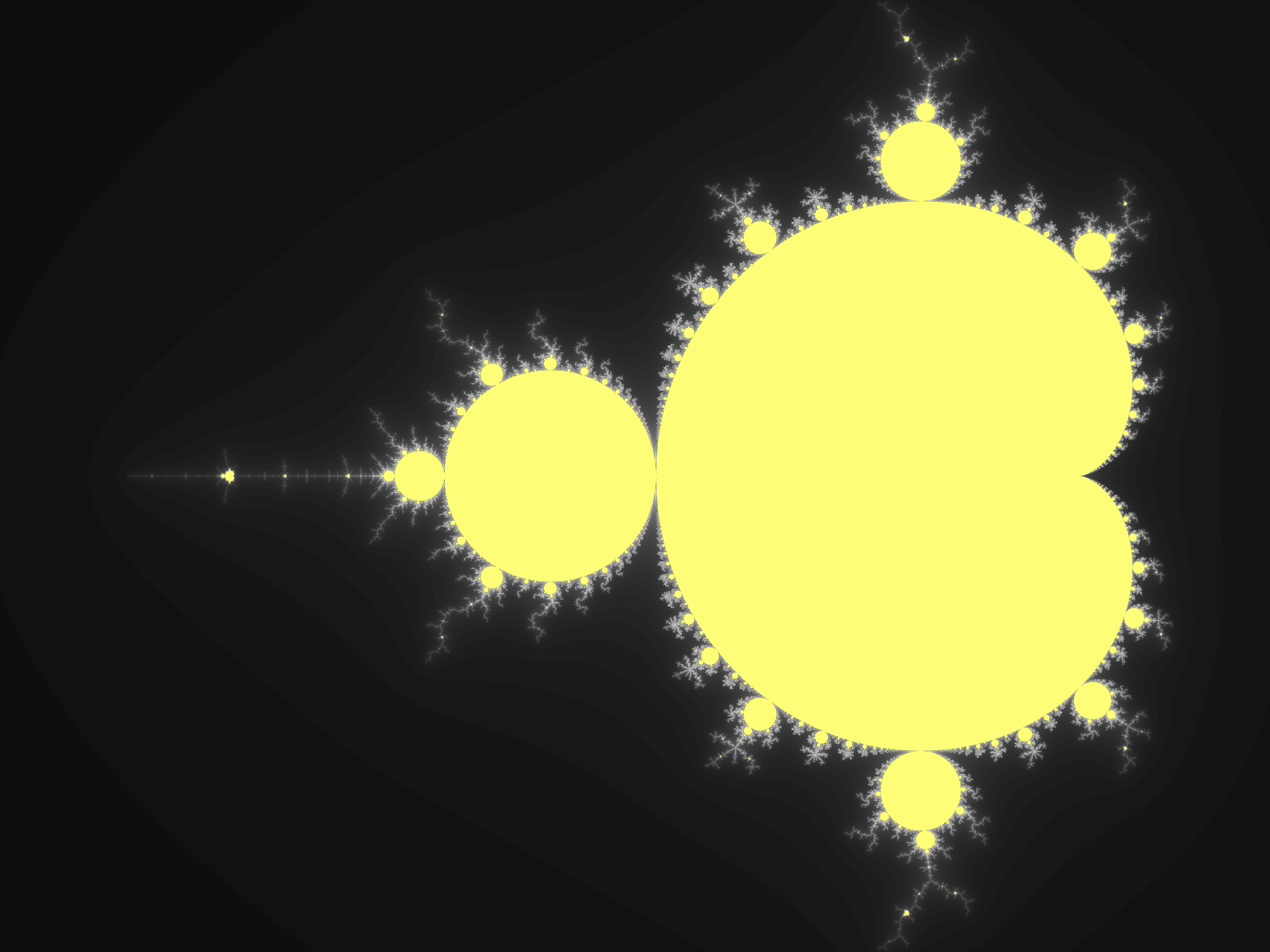
Mandelbrot SET -망델브로 집합

자연에서는 자기 닮음으로 표현될 수 있는 유한한 구조물들이 자주 발견된다.
- 번개: 번개는 같은 길을 반복해서 계단을 이루듯이 방전한다. 습도,기압,온도 등 여러 조건에 의해 복잡하게 경로가 결정되기 때문에, 일직선이 아니고 구불구불한 형태를 지닌다. 불규칙해 보이지만, 전체적인 모습과 가지 하나하나가 비슷한 구조를 이루고 있다. 즉, 자기닮음의 프랙탈 구조를 가지고 있다.
- 강줄기: 강의 부분과 전체는 닮았다. 나일강의 모습과 한강의 모습이 전체적으로 비슷하고, 어느 지역에서건 강의 모습은 비슷한 형태를 지닌다. 지류와 전체적인 강줄기의 모습은 닮았다. 수많은 비가 내리면서 산에 많은 분기점이 생긴다. 이 하나하나가 작은 강이 되어 큰 줄기로 만났다가 작은 줄기로 뻗어나가는 행위를 반복한다.
- 나무: 나무는 큰 가지가 나뉘면서 여러 가지가 생기고, 이 작은 가지에 또 여러 작은 가지들이 갈라 진다. 나무는 저마다의 프랙탈 차원을 가지고 있다. 이런 나무의 프랙탈 형태는 물과 영양분의 운반을 전체에 고르게 보내는 역할을 한다.
- 산호: 군체들이 응집을 통해 밖으로 성장하면서 바깥쪽으로 자라나는 표면에 물질이 연속적으로 쌓인다. 나무뿌리와 비슷한 원리로 프랙탈 차원을 가진다.
- 구름: 매우 균일한 프랙탈로, 뭉게구름의 경우 대략 1.35차원을 가진다. 무작위적으로 일어난 응결과정에서 생성된 구름은 생성된 물방울들이 주위 물방울들을 끌어모으면서 프랙탈의 형태를 띠게 된다.
- 로마네스코 브로콜리: 로마네스코 브로콜리가 자랄때 가시같은 모습으로 자라는데, 그 가시의 한 부분은 전체의 모습과 똑같은 자기 유사성을 보인다.

## 응용 분야
프랙탈이나 혼돈 이론을 적용한 기술들은 인공 지능, 시뮬레이션, 우주 분야 등 다양한 분야에 응용되고 있을 뿐만 아니라 실험적 예술 등에도 적용되고 있다. 최근에는 렌더링 기술을 이용하여 부다브로같은 것도 이미지를 합성하여 만들 수 있다.

### 프랙탈 시각예술

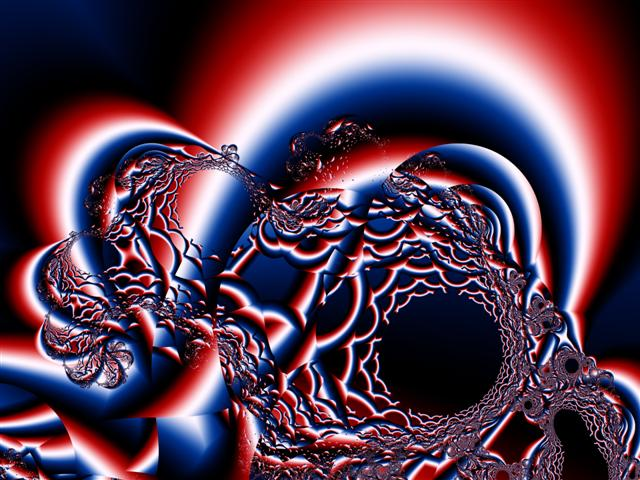
프랙탈 예술의 예

프랙탈의 형태적 특징을 기하학적 조형성으로 이용하여 만든 디자인이다. 프랙탈의 성질은 형태적으로 '반복', '자기유사성', '회전'이며, 질서, 통일, 반복, 조화같은 기본적인 디자인 원칙하에 프랙탈의 형태적 특성이 나타난다.
프랙탈 디자인에서의 자기유사성은 기본적 형태요소의 크기를 늘리거나 줄이면서 배열되는 데에서 드러난다. 이런 기본형태요소는 끝없이 반복되며, 이 가운데서 통일성과 질서 조화를 보는 이로 하여금 느끼게 해준다.
프랙탈 디자인은 포토샵이나 일러스트 같은 컴퓨터 그래픽 툴로 만들 수 있다. 그래픽 툴로 프랙탈 디자인을 만드는 방법은 기본형태를 복사해서 크기를 점점 줄이거나, 점점 늘리면서 반복해서 확장시키는 것이다.
프랙탈 디자인이 적용된 대표적인 예로 존 마에다가 디자인한 Morisawa poster가 있다.

### 프랙탈 음악
Richard F.Voss와 John Clarke가 물질적인 소리 신호에 대한 수학을 연구하였다. 그들은 연구에서 파워 스펙트럼(노이즈) 중에서 주파수 변화량 f에 따라 1/f 특성을 가진 pink noise가 규칙적이면서도 불규칙적인 자연현상과 유사한 형태를 가짐을 발견하였다. 그래서 1/f 패턴을 갖는 음악을 프랙탈 음악이라 한다.
Voss와 Clarke는 pink noise(프랙탈 음악)이 적절한 보통의 음악이 될 수 있다고 보았다.
프랙탈 음악도 자연에서의 프랙탈처럼 전체 구조와 유사한 작은 구조가, 전체 안에서 반복되는 특징을 갖고 있다. 프랙탈적인 공간 채움과 조화로운 음 연결도 프랙탈 음악의 특성이다. 최근에는 자연의 패턴을 음악으로 만들어 작곡하는 경우도 늘어났다.
프랙탈 음악에는 바흐가 작곡한 클래식부터 컴퓨터로 작곡한 현대 음악 등이 있다. 또 어떤 사람은 로키 산맥의 산봉우리의 높낮이를 음악으로 변환하여 그럴듯한 곡을 만들기도 하였다.